# 予防拘禁
予防拘禁（よぼうこうきん、英: preventive detention）とは、対象となる者（常習犯や触法精神障害者など）による犯罪その他の触法行為の予防（特別予防）のためにこれを拘禁する刑事司法上の処分をいう。保安処分の一種。刑期満了後に引き続き拘禁するもののみを指すこともある。米国においては逃亡等のおそれのある被告人の拘禁を含めて呼ぶこともあるが、本項ではこれについては対象としない。

## 概説
常習犯などを犯罪者予備軍扱いとして治安上の理由で刑期満了後も自由を束縛し、拘禁する制度。制度の具体的内容によっては、政権にとって危険人物とされた者を刑法などに規定された犯罪によらず拘禁するためにも使われるおそれが指摘される。
基本的には懲役などの自由刑を受けた犯罪者に対し刑期満了後も再犯の危険などを理由に引き続き拘禁したり、触法行為を行うおそれのある触法精神障害者を治療のために拘禁する制度である。つまり、刑罰ではないものの、特別予防のために拘禁するものである。
また、既に刑期を終えて釈放された者の拘禁や、犯罪を構成していない者でないにもかかわらず、思想犯やテロ対策などの名目で司法権の介入なしに行政権限だけで拘禁できる制度も含めることがある。回数制限がない場合は予防拘禁が更新され続け、行政が裁判なしに事実上の終身刑を課すのと同じになることもある。
なお刑法などに規定された予備罪の容疑で身柄を拘束することは予防拘禁とは異なる。

## 各国での事例

### アメリカ
アメリカ合衆国では、1942年から1945年まで第二次世界大戦の影響により日系人の強制収容が行われた。アメリカ同時多発テロ事件直後の2001年10月、米国愛国者法によって外国人に限り、テロ対策の名目で7日間の予防拘禁を可能にした。

### カナダ
カナダでは裁判所から危険とみなされた人物の刑期は明確にされないことがある。

### イギリス
予防拘禁を初めて導入したのはイギリスである。

### イスラエル
「行政拘禁」や「行政拘束」と呼ばれる。イスラエルは建国以来非常事態宣言が出たままになっており、そのため可能であるとされる。
イスラエルおよび占領地では、行政拘禁の根拠法は以下の3つである。
1. 国防（緊急事態）規則（英語版）
2. イスラエル国防軍軍律宣言3号67条
3. 不法戦闘員拘禁法（ヘブライ語版）

イスラエル国民が対象になり得るのは事実上1のみで、2は占領地の被占領民（ヨルダン川西岸地区の非イスラエル人）、3はイスラエルが「不法戦闘員」、すなわち国際人道法による保護の対象外と見なした無国籍者および第三国の人物を対象とする法律である。具体的には、レバノンのヒズボラ関係者とされる人物や、ガザ地区等撤退後のガザ地区住民の拘束などに適用されている。
犯罪の有無は問題とされず、テロ対策の名目で、主にパレスチナ人を拘禁している。占領地では、本土とは異なるイスラエル国防軍によるイスラエル国防軍軍律により非ユダヤ人住民を統制しており、軍は刑罰を含め、容易に処分を実行できるようになっている。軍律では、「地域や公共の安全」に必要と判断すれば、被拘束人や弁護士には証拠の開示はもちろん、被疑事実の開示も拒否できる。そのため、被拘束者は無実を争うことすらできない。名目上は異議申立が可能だが、弁護活動が不可能なので、事実上は軍の思うままに拘禁できるようになっている。拘禁期間は6ヶ月で、更新によって無期限延期が可能。
2005年現在、収監されているパレスチナ人約8043人中、722人が行政拘禁の適用者である。また、2017年5月末現在では、475人が行政拘禁の適用者である。このうち、6ヶ月より長く1年以内の拘禁を受けた者は128人、1年以上の拘禁を受けた者は121人を占めた。
パレスチナ人以外への適用は稀であり、2024年11月22日現在、行政拘束されているパレスチナ人3443人、ユダヤ人8人（全て入植者）である。ユダヤ人への適用は入植者の他、政治犯・思想犯（無罪判決を受けた者、そもそも罪状に問われていない者もいる）などの例がある。しかし、イスラエルのイスラエル・カッツ国防相は11月22日、ユダヤ人入植者は行政拘禁の対象外にすると発表した。
2006年には更に従来の命令378（1970年4月20日 -）により発動できる弁護士接見禁止令に加え、30日間は弁護士の接見を禁止し、更に拘禁延長を審議する法廷審問に本人が出廷する権利を拒否できるよう法改正が審議された。その結果、6月28日、弁護士の接見禁止は見送られたが、出廷拒否の他、法廷での罪状開示前に、国内治安機関による尋問を48時間から96時間に延長するなどの案がクネセトで可決した。
2009年に布告した命令1651では、命令378はじめ、20の刑事罰関連の布告を一括した布告とした。命令1651では、第31条で無令状逮捕（米国のものより制限は緩く、「軍律違反または犯罪を犯すと疑うに足りる理由」があれば全ての罪状に適用できる）、第39条および第271-297条で行政拘禁を規定しており、本則は72時間以内（第39条、無期限延期可能）としつつも、地区長官の判断で6ヶ月毎の更新とすることができる（第271条）。これらは従来の内容を踏襲している。

### インド
インドでは、「治安、国防等を害する行為」に対し、州政府の承認無しで最大12日、事後承認があれば最大12ヶ月間の予防拘禁が可能である。拘禁事由は15日以内に呈示。また、一部の紛争地域では24ヶ月まで。ただし更新は無い。
イギリス領インド帝国時代は1919年から1922年までローラット法によって予防拘禁が可能であった。

### スリランカ
スリランカでは「テロ行為および個人、集団、団体、組織等による非合法活動」予防を目的とした拘禁が認められている。期間は3ヶ月で、更新は最大18ヶ月。この他、非常事態令に基づく拘禁もあり、1ヶ月毎の更新を要するが、期間は無期限。

### 大韓民国
大韓民国は日本からの独立後、思想犯保護観察法を継承する内容の社会安全法を設けた。その中に保護監護処分を設け、治安維持法の予防拘禁規定をほぼ継承した。現在は2年間で、拘束期間の更新は無くなっている。

### 日本
日本では、かつて治安維持法に予防拘禁の制度が規定されていた。治安維持法上の予防拘禁制度は、1941年の治安維持法の全面改正（3月7日公布）で導入された。
治安維持法では、同法違反で刑期を満了して釈放される者が釈放後に「罪ヲ犯スノ虞アルコト顕著ナル」場合や、同法違反で刑期を満了した者や執行猶予判決を受けた者が思想犯保護観察法上の保護観察に付されている場合において、保護観察では「罪ヲ犯スノ危険ヲ防止スルコト困難ニシテ更ニ之ヲ犯スノ虞アルコト顕著ナル」ときに、予防拘禁の対象となった。
拘禁は2年間とされたが、判決手続ではなく裁判所の決定により期間を更新することができた（55条）ため、対象者をいつまでも拘禁することができた。
予防拘禁所は、同年5月14日付で交付された予防拘禁所官制（昭和16年5月13日勅令第517号）に基づき、豊多摩刑務所内に東京予防拘禁所が設けられた。東京予防拘禁所は、1945年6月に府中刑務所に移転した。
1945年10月5日、治安維持法廃止に伴って予防拘禁制度は廃止された。また、連合国軍最高司令官総司令部は同年10月10日までに全ての政治犯を釈放するように命じ（人権指令）、実行に移された。このときに、予防拘禁下にあった者も釈放された。

### ネパール
ネパールでは、破壊活動防止令により、司法に依らない、郡知事による1年間の予防拘禁を認めている。2004年10月3日、90日より延長された。

### パキスタン
パキスタンでは、「パキスタン国家の安全」にかかわるものに対し予防拘禁が可能。拘禁事由は15日以内に呈示。通常は3ヶ月を限度とし、更新は6ヶ月毎の審査を要する。

### バングラデシュ
バングラデシュでは、1974年2月9日、政治的反対者を弾圧するSpecial Powers Act（特別権限法）の一環として規定。拘禁事由は通常15日以内に呈示。ただし継続拘禁の場合は170日以内。予防拘禁は6ヶ月毎に更新を審査される。

### 南アフリカ
アパルトヘイト時代には予防拘禁が政治的対抗勢力に対して行われることがあった。